# Лопес, Альфонсо
Лопес Альфонсо (исп. Alfonso Lopez; род 8 января 1953) — панамский боксёр-профессионал выступавший в наилегчайшей и второй наилегчайшей весовых категориях. Чемпион мира в наилегчайшем весе по версии WBA (27 февраля — 2 октября 1976).

## Карьера
Альфонсо Лопес дебютировал на профессиональном ринге 5 декабря 1971 года победив по очкам Селсо Пересу. 27 февраля 1976 года победил техническим нокаутом филиппинца Эрбито Салаваррию (40-9-3) и выиграл титул чемпиона мира по версии WBA. 21 апреля того же года победил раздельным судейским решением японца Шоджи Огуму (25-3) и защитил чемпионский титул. 2 октября 1976 года в своем 26-м профессиональном поединке потерпел первое поражение, проиграв техническим нокаутом мексиканскому спортсмену Гути Эспандасу (25-2-5) и утратил чемпионский титул. 20 апреля 1977 года потерпел второе поражение в карьере, вновь проиграв Эспандесу в бою за чемпионский титул.
22 апреля 1978 года проиграл чилийцу Мартину Вергасу (43-4-3). 1 ноября 1978 года победил панамца Иларио Сапату (6-0) и выиграл титул WBA Fedelatin. 3 февраля 1979 года выиграл титул чемпиона Панамы. 8 апреля того же года проиграл нокаутом японцу Ёко Гусикжну (17-0) в бою за титул чемпиона мира по версии WBA. 11 октября 1981 года проиграл корейцу Хван-Джим Киму (19-0-2) в бою за титул чемпиона мира по версии WBA.